# پورومینووو
پورومینووو (به بلغاری: Porominovo) یک منطقهٔ مسکونی در بلغارستان است که در شهرستان کوچرینوفو واقع شده‌است.
 پورومینووو ۱۳٫۴۳۲ کیلومتر مربع مساحت و ۴۵۳ نفر جمعیت دارد و ۴۲۶ متر بالاتر از سطح دریا واقع شده‌است.